# Puya coerulea
Puya coerulea là một loài thực vật có hoa trong họ Bromeliaceae. Loài này được Lindl. miêu tả khoa học đầu tiên năm 1840.

## Hình ảnh

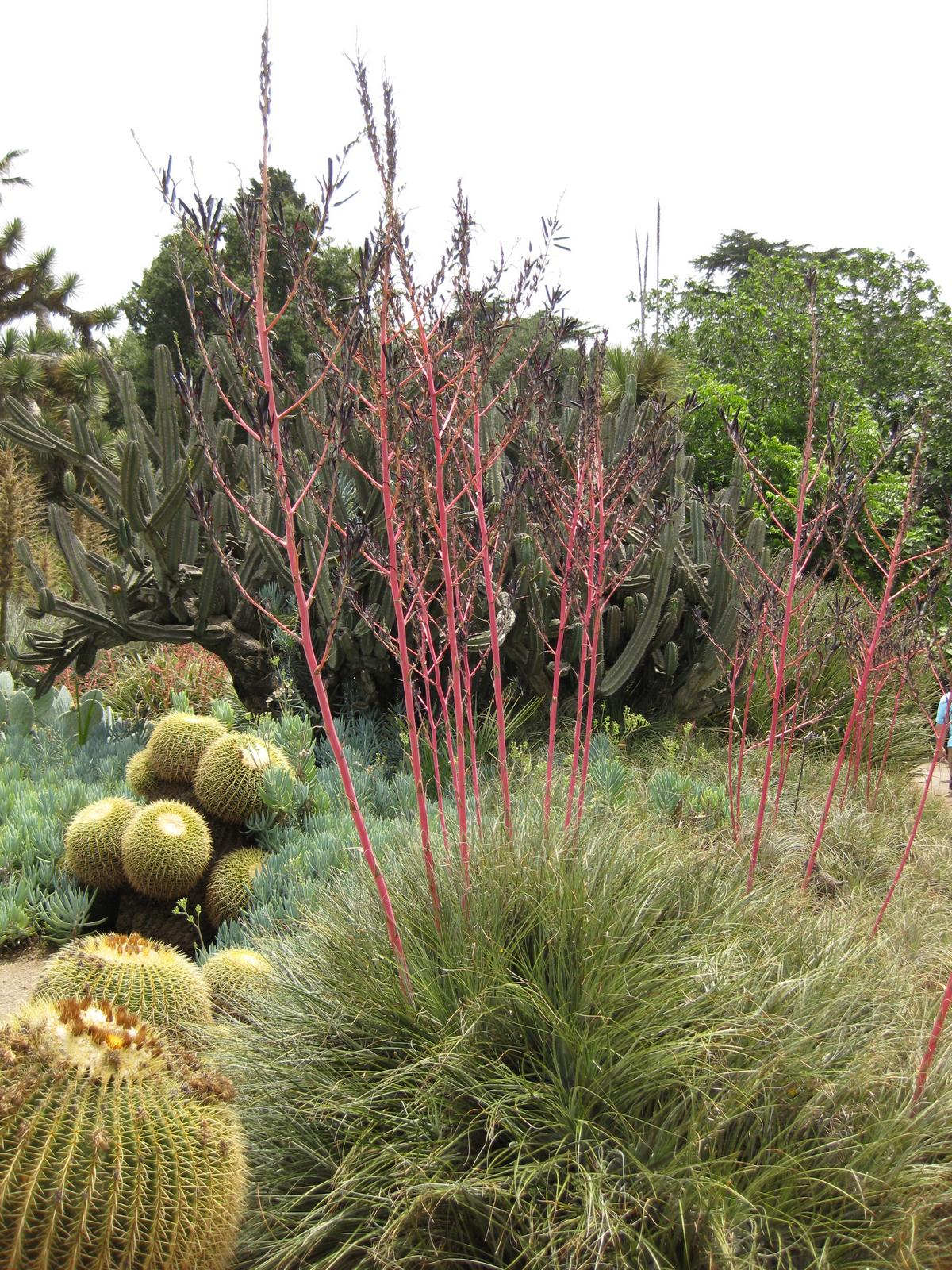
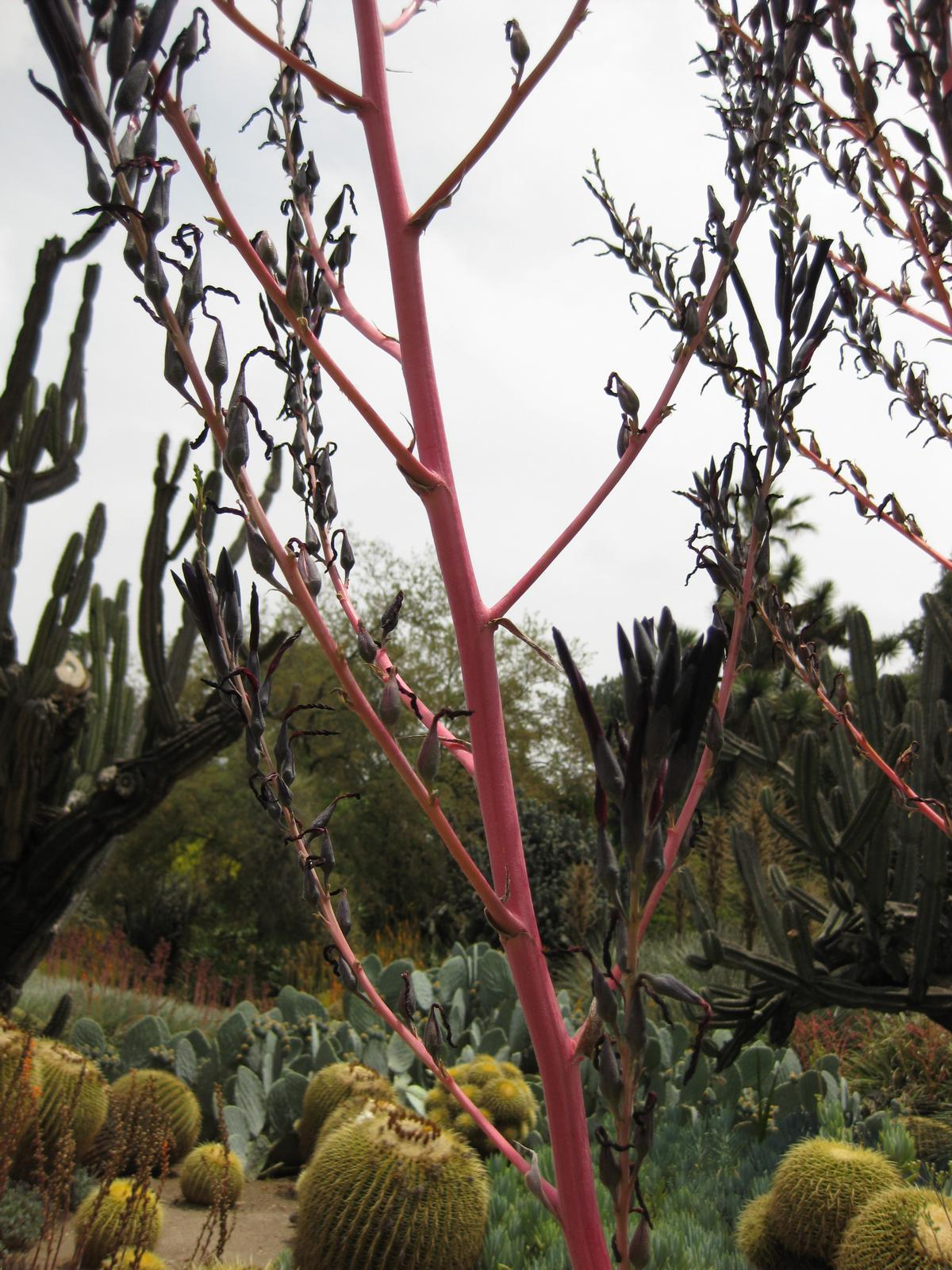
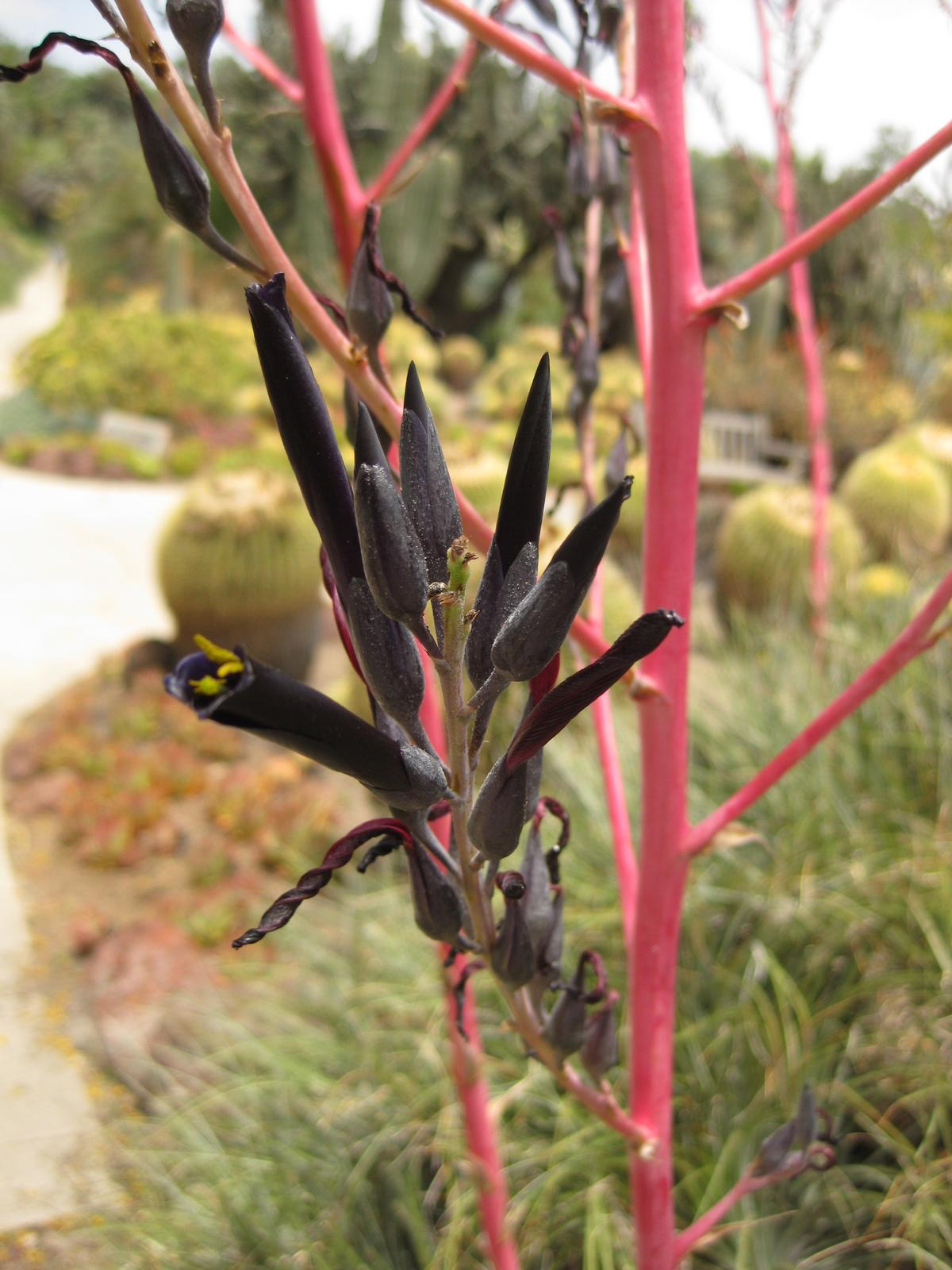
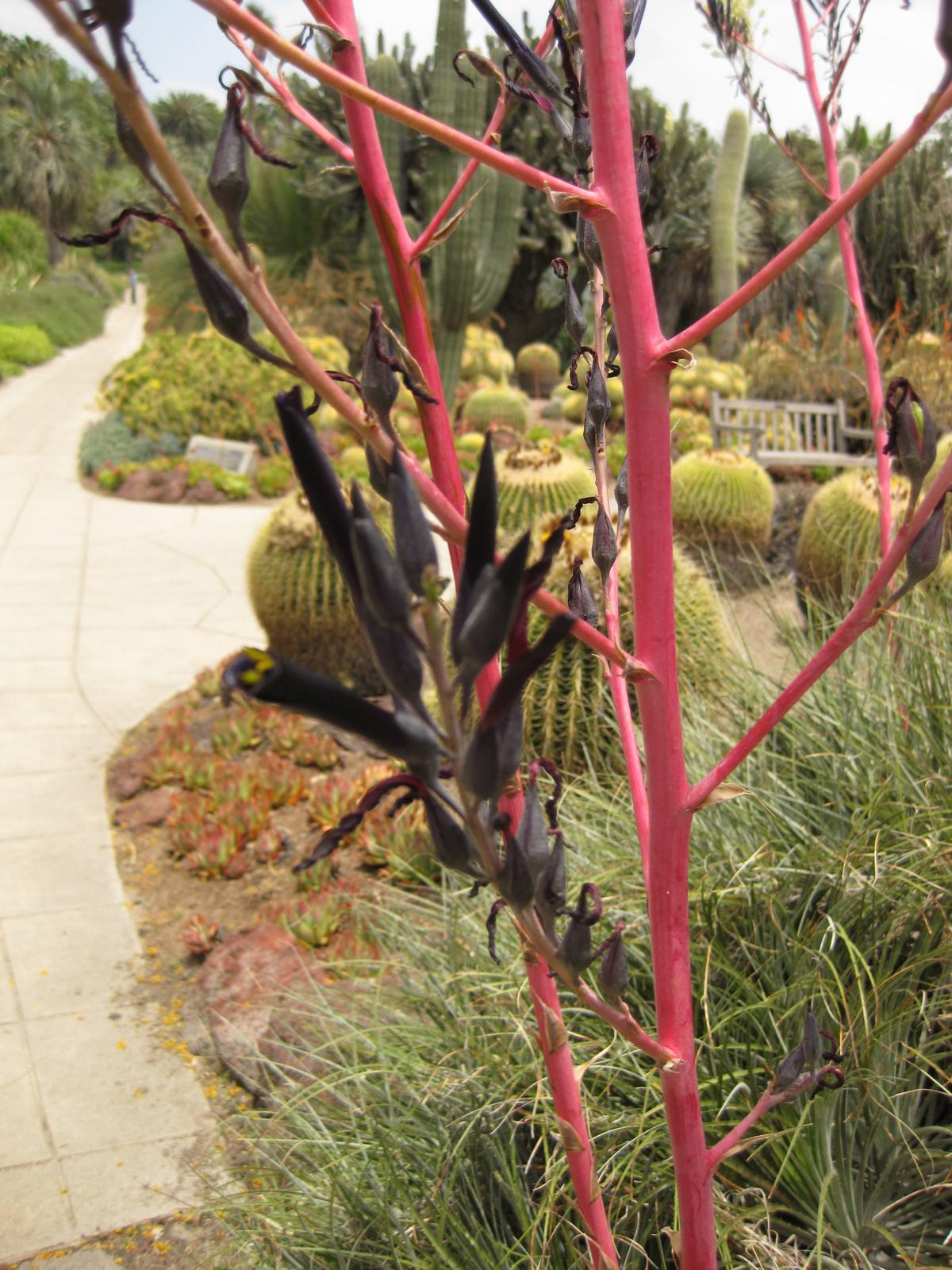